# Дребішау
Дребішау (нім. Dröbischau) — громада в Німеччині, розташована в землі Тюрингія. Входить до складу району Заальфельд-Рудольштадт. Складова частина об'єднання громад Міттлерес-Шварцаталь.
Площа — 4,61 км2. Населення становить Невірний параметр metadata 16 073 021 ос. (станом на 31 грудня 2021).

## Галерея

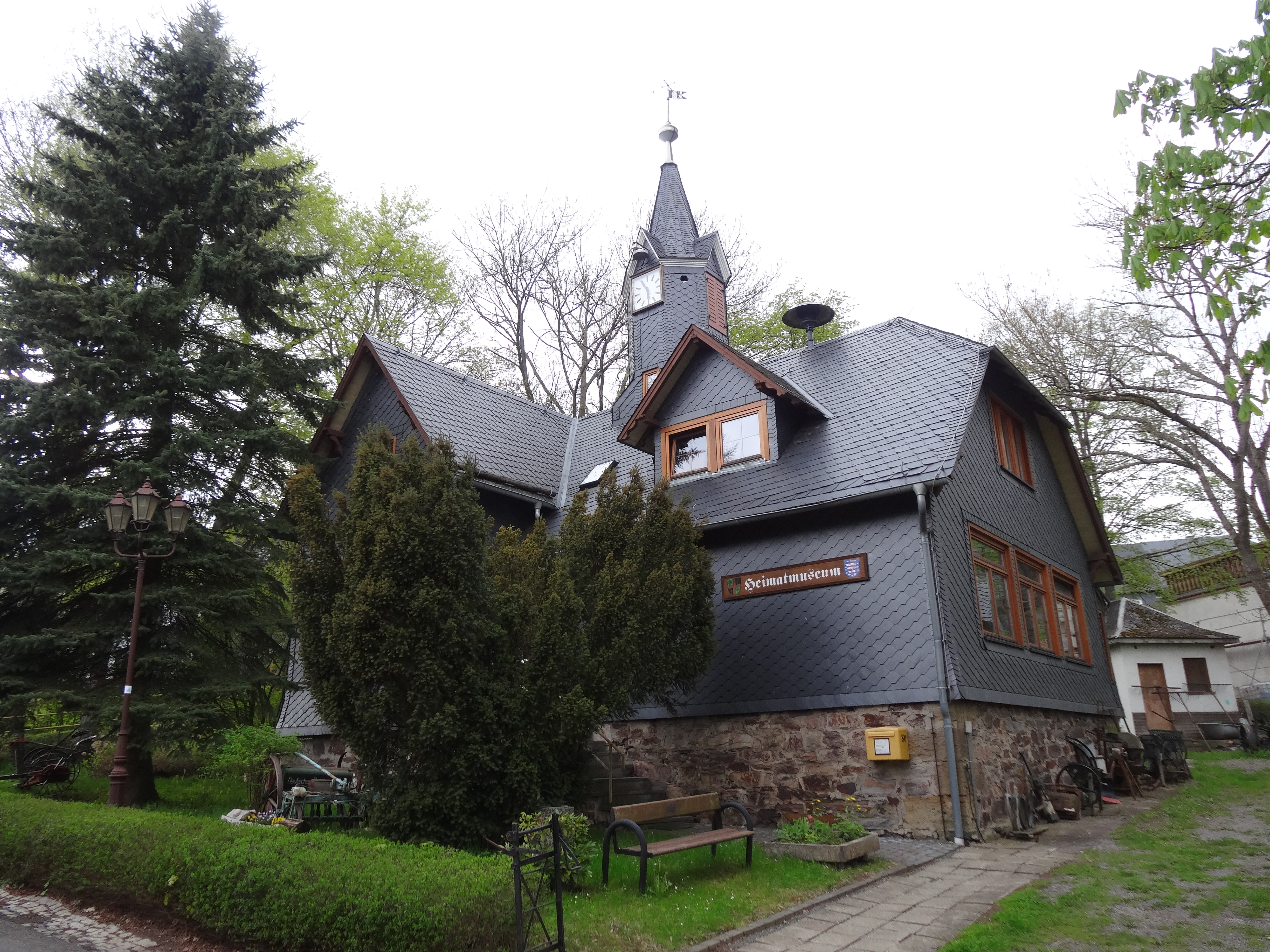